# Кривулец, Вячеслав Аркадьевич
Вячеслав Аркадьевич Кривулец (бел. Вячаслаў Аркадзевіч Крывулец; род. 27 февраля 1998, Ситница, Брестская область) — белорусский футболист, защитник клуба «Микашевичи».

## Карьера
Начал заниматься футболом в Микашевичах. Затем перебрался в структуру солигорского «Шахтёра». В 2015 году стал выступать за дублирующий состав клуба. В 2016 году стал подтягиваться к играм с основной командой. Дебютировал за клуб 6 сентября 2016 года в матче Кубка Белоруссии против «Лиды», выйдя на замену на 74 минуте. Заем продолжил выступать в клубе в молодёжной команде и в дублирующем составе.
В феврале 2018 года отправился в аренду в бобруйскую «Белшину». Дебютировал за клуб 21 апреля 2018 года в матче против микашевичского «Гранита». Дебютными голами отличился 9 июня 2018 года в матче против «Чисти», отличившись 2 забитыми мячами. По окончании аренды вернулся в солигорский клуб, который затем вскоре тоже покинул.
В 2019 году стал игроком минского «Торпедо». Оставался игроком замены. Дебютировал за клуб 19 мая 2019 года в матче против брестского «Динамо». В июле 2019 года покинул клуб в связи с финансовыми трудностями. В 2020 году стал игроком петриковского «Шахтёра». В 2021 году перешёл в солигорский «Партизан». В июле 2022 года стал игроком копыльского клуба «Бобовня».